# Mixmaster Morris
Mixmaster Morris, de son vrai nom Morris Gould, est un DJ et producteur britannique né à Brighton en 1965.

## Biographie
Il commença sa carrière de DJ en 1985 avec son Mongolian Hip Hip Show sur une radio pirate de Londres. Après un an à se produire dans le club The Gift à New Cross, il commença à sortir ses propres œuvres comme Irresistible Force en 1987, initialement en collaboration avec l'auteur-chanteur Des de Moor. Il devint de plus en plus impliqué dans la scène acid house britannique émergente, travaillant avec des groupes comme The Shamen, The Orb, Spiritualized, Coldcut et System 7. Morris participa au la tournée « légendaire » Synergy Tour des Shamen pendant presque deux ans jusqu'à la mort tragique du bassiste Will Sinnott.
Le premier extrait d' Irresistible Force fut le simple I Want To en 1988, mais le succès arriva avec le premier album, Flying High, sorti en 1992 chez Rising High Records. Le second album Global Chillage avec son hologramme distinctif de douille, qui eut une sortie américaine chez Astralwerks. Il y eut ensuite une période à vide avant le troisième album It's Tomorrow Already.
En 1990, il sortit ce qui est très largement considéré comme la première compilation chill-out, Give Peace a Dance 3 pour le groupe Campaign for Nuclear Disarmament (CND), suivie des séries Chillout or Die pour Rising High. The Morning After devint son premier album de mix pour un label majeur, suivi de Abstract Funk Theory pour Obsessive. Depuis 2003, son mix le plus récent est God Bless the Chilled pour Return to the Source. Il a produit de nombreux remixes depuis 1985, le plus connu étant celui de Autumn Leaves de Coldcut régulièrement cité dans les titres phares de la musique chill-out (que l'on peut télécharger gratuitement chez Epitonic).
Au début des années 1990, il joua beaucoup de pure musique ambient comme des styles émergents d'electronica ambient (se référer à l'article ambient). Ses principales prestations à ce moment se fient au côté des maîtres de Détroit au Lost, au festival-in-a-club du Megatripolis, au Megadog ou au Tribal Gathering où il joua aux côtés d'Aphex Twin.
Bien que dans les années 1990, il écrivit intensément sur la musique électronique pour New Musical Express, Mixmag, et i-D Magazine. Il fut un des permanents de Kiss FM pendant des nombreuses années, puis tint une rubrique régulière dans Solid Steel, l'émission radio sponsorisé par le label Ninja Tune. Il fit ses débuts au cinéma pour le fil Modulations (Caipirinha Films), mais sa musique est également présente sur de nombreux autres films ainsi que dans de nombreuses émissions télévisions.
Il a joué dans plus de 50 pays dans de nombreux clubs et fêtes, particulièrement dans les festivals en extérieur comme les Full Moon parties dans le désert des Mojaves, le Glastonbury Festival, la Rainbow 2000 au Japon, le festival Chillits dans le nord de la Californie, et la Love Parade de Berlin. Il mena aussi pendant trois ans la très courue nuit Nubient à Brixton. En 1994, il cofonda The Big Chill qui est depuis devenu le plus grand événement chill-out du Royaume-Uni, et a fêté récemment son dixième anniversaire.
En 1998, il s'engagea chez le label et producteur multimédia Ninja Tune, avec qui il tourna comme DJ et continua à sortir de nouvelles productions. Il fut nommé en 1999 Best Chillout DJ aux Ibiza DJ Awards au Pacha, et joua dans les bars Chill-out d'Ibiza comme le Café del Mar, le Café Mambo, le Kumharas ou le Las Dalias. Il devient aussi l'ami de figures d'Ibiza du Chill-out comme Rob da Bank, Chris Coco, Pathaan, Lenny Ibizarre, Jose Padilla. En 2001, il gagna le titre pour la seconde fois, devenant le premier DJ à accomplir cette performance.
Il est cité sur de nombreuses listes de DJ dans le monde comme le livre du Ministry of Sound, The Annual et le DJs by Lopez de 2003. Plus récemment, il se fit remarquer par son remix du 6e Sens, et fit des musiques pour les nouvelles séries du Doctor Who pour la BCC. Son club Nubient continue à prospérer à sa nouvelle adresse dans la très tendance Brick Lane, et il enregistre régulièrement des émissions de radio pour la chaîne japonaise Samurai FM. En 2006, il lança le club ambient Loft In Space.

## Source
- (en) Cet article est partiellement ou en totalité issu de l’article de Wikipédia en anglais intitulé « Mixmaster Morris » (voir la liste des auteurs).